# André Giroux (peintre)
Pour les articles homonymes, voir André Giroux (homonymie) et Giroux.
André Giroux, né le 30 avril 1801 à Paris, et mort à Paris 8e le 18 novembre 1879, est un peintre et pionnier de la photographie français.

## Biographie
André Giroux est le fils du peintre Alphonse Giroux, dont il fut l'élève. Il entre à l'École des beaux-arts de Paris en 1821, et obtient le premier grand prix de Rome du paysage historique en 1825 pour Une Chasse de Méléagre.
Il s'associe à Louis Daguerre, et se sert de daguerréotypes pour ses compositions. Très bon dessinateur, il réalise des paysages de Bretagne.

## Œuvres répertoriées
- Paysages de Bretagne, planche comprenant six dessins au crayon, collés[3],[4]